# FC 08 Homburg
Der Fußball-Club 08 Homburg-Saar ist ein deutscher Fußballverein aus dem saarländischen Homburg. Bundesweit bekannt wurde er durch seine Bundesligazugehörigkeit in den 1980er Jahren. Seit der Saison 2018/19 spielt er in der Regionalliga Südwest. Zu den bekanntesten ehemaligen Spielern zählen Werner Kohlmeyer, Mitglied der deutschen Nationalmannschaft, die 1954 Weltmeister wurde, Christian Streich, Ex-Trainer des SC Freiburg, und Miroslav Klose, Weltmeister 2014.

## Geschichte

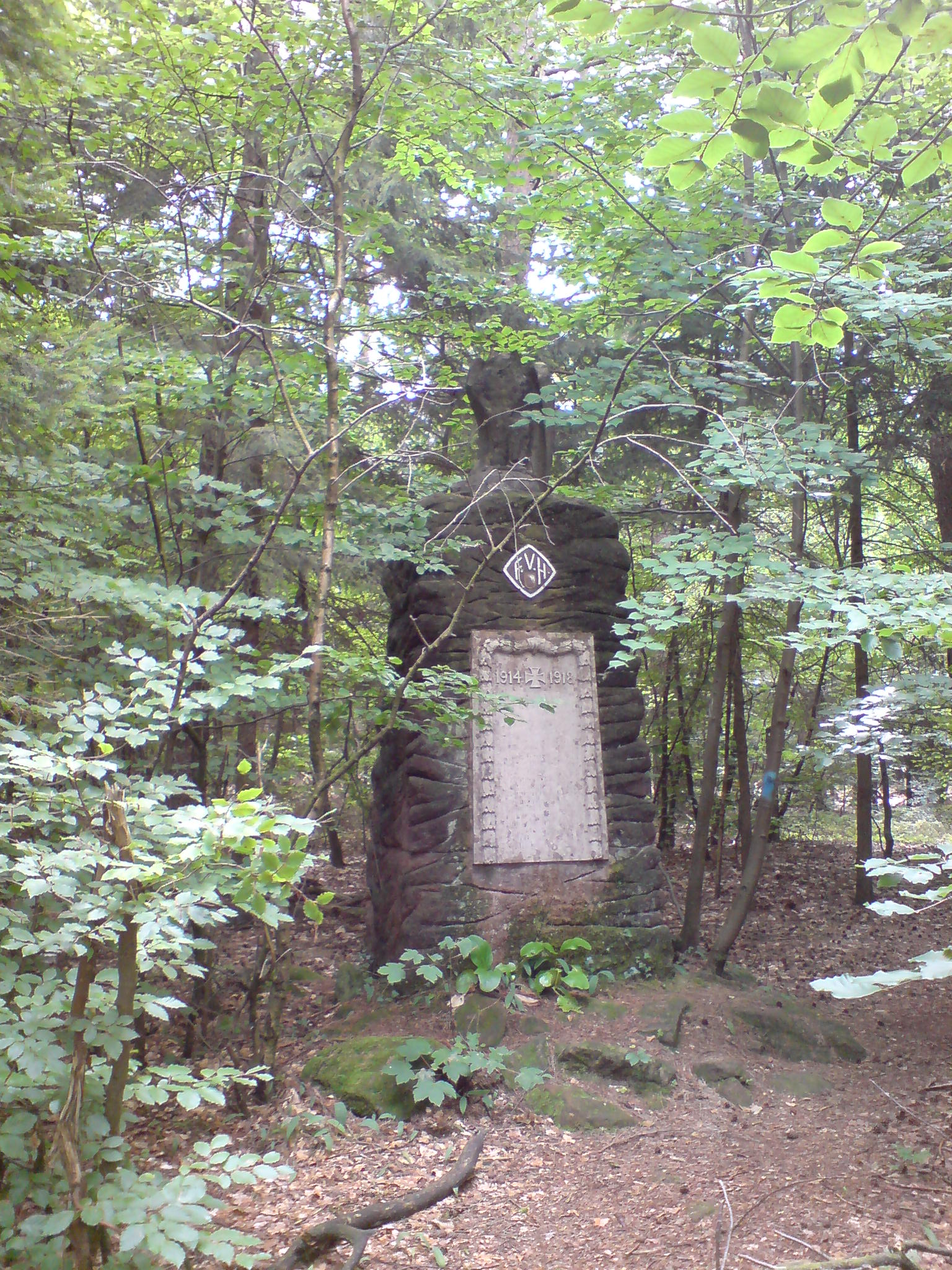
Denkmal des FVH am alten Sportplatz auf dem Schloßberg

Der FC 08 Homburg wurde am 1. August 1908 als Fußball-Club Homburg 1908 im Gasthaus Hohenburg gegründet. Wegen der damaligen Zugehörigkeit Homburgs zu Bayern waren die Vereinsfarben zunächst Blau-Weiß. In der zweiten Jahreshälfte 1910 erfolgte der Beitritt in den Verband Süddeutscher Fußball-Vereine. Am 6. Oktober 1912 fand das erste Punktspiel der Vereinsgeschichte (FC Homburg 08 – FC Viktoria 1906 Kaiserslautern 1:4) statt; am 13. Februar 1913 wurde am Amtsgericht Homburg die Eintragung ins Vereinsregister als Fußballverein Homburg, Pfalz e. V. vorgenommen.
Am 9. November 1932 trat der Athletiksportverein 1931 Homburg-Saar als Sparte dem FV Homburg bei. Im Sommer 1936 erfolgte im Zuge der Gleichschaltung der Zusammenschluss der drei Homburger Großvereine in zwei Etappen. Am 25. Juli 1936 stimmten die Mitglieder der beiden Fußballvereine FV Homburg und Sportclub Union fast einstimmig für den Zusammenschluss der beiden Vereine. Am 27. August 1936 folgte dann die Verschmelzung der Fußballer mit dem Turnverein 1878/1910 Homburg/Saar zum Verein für Leibesübungen e. V. Homburg. Der VfL Homburg wurde durch das Alliierte Kontrollratsgesetz Nr. 2 vom 10. Oktober 1945 aufgelöst.
Das erste Freundschaftsspiel bestritten die Fußballer nach dem Zweiten Weltkrieg am 27. Januar 1946 beim TSV Dudweiler unter dem Namen Sportverein Homburg. Ihren früheren Vereinsnamen durften sie wegen der Verordnung über Sportvereinigungen vom 6. Oktober 1945 nicht annehmen. Der Sportverein Homburg war anfangs ein reiner Fußballverein. Aufgrund der französischen Bestimmungen durften alle erlaubten Sportarten nur in einem Omnisportverein betrieben werden. Am 26. Januar 1949 erfolgte die Satzungslegung des Sportverein Homburg. Nach Lockerung der Bestimmungen traten die verschiedenen Sparten in der ersten Hälfte der 1950er Jahre aus dem SV Homburg aus.
Am 23. Juli 1958 wurde der Verein anlässlich des 50-jährigen Bestehens in Fußball-Club e. V. Homburg umbenannt. Am 9. Juli 1966 folgte die Namensänderung in F.C. 08 Homburg-Saar e. V. In der Mitgliederversammlung vom 20. Dezember 1968 wurde der Vereinsname unbeabsichtigt in F.C. Homburg-Saar e. V. geändert. Bei der eingereichten Satzung wurde der Zusatz 08 vergessen. Die Änderung blieb mehrere Jahre unbemerkt. Am 16. Dezember 1976 wurde der Fehler korrigiert. Der Verein erhielt seinen bis heute gültigen Namen Fußball-Club 08 Homburg-Saar e. V. wieder.
| Spielzeit | Liga0(Spielklasse)                | Platz | Punkte | Tore   |
| --------- | --------------------------------- | ----- | ------ | ------ |
| 1960/61   | Amateurliga Saarland (3)          | 02.   | 40     | 083:33 |
| 1961/62   | Amateurliga Saarland (3)          | 15.   | 28     | 079:49 |
| 1962/63   | Amateurliga Saarland (3)          | 09.   | 26     | 050:48 |
| 1963/64   | Amateurliga Saarland (3)          | 03.   | 44     | 080:53 |
| 1964/65   | Amateurliga Saarland (3)          | 06.   | 39     | 099:52 |
| 1965/66   | Amateurliga Saarland (3)          | 01.   | 41     | 086:49 |
| 1966/67   | Regionalliga Südwest (2)          | 11.   | 23     | 046:81 |
| 1967/68   | Regionalliga Südwest (2)          | 10.   | 30     | 041:53 |
| 1968/69   | Regionalliga Südwest (2)          | 09.   | 29     | 040:49 |
| 1969/70   | Regionalliga Südwest (2)          | 14.   | 20     | 041:54 |
| 1970/71   | Regionalliga Südwest (2)          | 08.   | 30     | 046:50 |
| 1971/72   | Regionalliga Südwest (2)          | 09.   | 29     | 038:30 |
| 1972/73   | Regionalliga Südwest (2)          | 07.   | 34     | 072:52 |
| 1973/74   | Regionalliga Südwest (2)          | 03.   | 41     | 065:35 |
| 1974/75   | 2. Bundesliga Süd (2)             | 14.   | 34     | 071:74 |
| 1975/76   | 2. Bundesliga Süd (2)             | 03.   | 51     | 072:41 |
| 1976/77   | 2. Bundesliga Süd (2)             | 04.   | 49     | 084:56 |
| 1977/78   | 2. Bundesliga Süd (2)             | 03.   | 49     | 065:45 |
| 1978/79   | 2. Bundesliga Süd (2)             | 07.   | 43     | 065:47 |
| 1979/80   | 2. Bundesliga Süd (2)             | 12.   | 37     | 058:62 |
| 1980/81   | 2. Bundesliga Süd (2)             | 11.   | 38     | 066:69 |
| 1981/82   | Oberliga Südwest (3)              | 01.   | 61     | 099:52 |
| 1982/83   | Oberliga Südwest (3)              | 02.   | 53     | 066:32 |
| 1983/84   | Oberliga Südwest (3)              | 01.   | 51     | 086:27 |
| 1984/85   | 2. Bundesliga (2)                 | 16.   | 34     | 057:58 |
| 1985/86   | 2. Bundesliga (2)                 | 01.   | 49     | 075:42 |
| 1986/87   | 1. Bundesliga (1)                 | 16.   | 21     | 033:79 |
| 1987/88   | 1. Bundesliga (1)                 | 17.   | 24     | 037:70 |
| 1988/89   | 2. Bundesliga (2)                 | 02.   | 47     | 055:36 |
| 1989/90   | 1. Bundesliga (1)                 | 18.   | 24     | 033:51 |
| 1990/91   | 2. Bundesliga (2)                 | 04.   | 45     | 042:37 |
| 1991/92   | 2. Bundesliga Süd (2)             | 06.   | 32     | 041:36 |
| 1992/93   | 2. Bundesliga (2)                 | 16.   | 43     | 050:53 |
| 1993/94   | 2. Bundesliga (2)                 | 10.   | 37     | 053:46 |
| 1994/95   | 2. Bundesliga (2)                 | 17.   | 23     | 041:63 |
| 1995/96   | Regionalliga West (3)             | 03.   | 67     | 069:37 |
| 1996/97   | Regionalliga West (3)             | 08.   | 45     | 047:47 |
| 1997/98   | Regionalliga West (3)             | 03.   | 59     | 070:38 |
| 1998/99   | Regionalliga West (3)             | 13.   | 36     | 029:49 |
| 1999/00   | Oberliga Südwest (4)              | 03.   | 65     | 055:34 |
| 2000/01   | Oberliga Südwest (4)              | 04.   | 67     | 085:47 |
| 2001/02   | Oberliga Südwest (4)              | 09.   | 49     | 055:45 |
| 2002/03   | Oberliga Südwest (4)              | 12.   | 48     | 048:51 |
| 2003/04   | Oberliga Südwest (4)              | 04.   | 66     | 052:44 |
| 2004/05   | Oberliga Südwest (4)              | 04.   | 64     | 069:33 |
| 2005/06   | Oberliga Südwest (4)              | 02.   | 68     | 061:34 |
| 2006/07   | Oberliga Südwest (4)              | 04.   | 53     | 059:44 |
| 2007/08   | Oberliga Südwest (4)              | 07.   | 50     | 049:41 |
| 2008/09   | Oberliga Südwest (5)              | 02.   | 74     | 067:29 |
| 2009/10   | Oberliga Südwest (5)              | 01.   | 64     | 053:32 |
| 2010/11   | Regionalliga West (4)             | 17.   | 30     | 029:49 |
| 2011/12   | Oberliga Südwest (5)              | 01.   | 71     | 071:34 |
| 2012/13   | Regionalliga Südwest (4)          | 14.   | 43     | 051:64 |
| 2013/14   | Regionalliga Südwest (4)          | 11.   | 44     | 050:47 |
| 2014/15   | Regionalliga Südwest (4)          | 06.   | 57     | 048:31 |
| 2015/16   | Regionalliga Südwest (4)          | 06.   | 59     | 059:42 |
| 2016/17   | Regionalliga Südwest (4)          | 15.   | 41     | 041:59 |
| 2017/18   | Oberliga Rheinland-Pfalz/Saar (5) | 01.   | 96     | 112:20 |
| 2018/19   | Regionalliga Südwest (4)          | 03.   | 64     | 054:30 |
| 2019/20   | Regionalliga Südwest (4)          | 04.   | 46     | 042:30 |
| 2020/21   | Regionalliga Südwest (4)          | 07.   | 68     | 073:53 |
| 2021/22   | Regionalliga Südwest (4)          | 06.   | 52     | 043:48 |
| 2022/23   | Regionalliga Südwest (4)          | 04.   | 58     | 065:44 |
| 2023/24   | Regionalliga Südwest (4)          | 05.   | 58     | 068:46 |
| 2024/25   | Regionalliga Südwest (4)          | 08.   | 47     | 056:45 |

### Spielstätten
Erste Spielstätte war 1908 das Oval im Innenraum der Radrennbahn unterhalb der III. Pfälzischen Heil- und Pflegeanstalt. 1909 erfolgte der Bau des Sportplatzes auf dem Schlossberg. Für 750 Mark erwarb der Verein eine Fläche von 8650 m² und baute in harter Arbeit ein Fußballfeld und später dazu eine überdachte Tribüne mit 216 Sitzplätzen. Nach dem Zweiten Weltkrieg zog der Verein dann in das 1937 eingeweihte Waldstadion um, der vereinseigene Sportplatz auf dem Schlossberg wurde 1968 an die Stadt Homburg übertragen.

### Bundesliga
1986 stieg der FCH zum ersten Mal in die Bundesliga auf. In der ersten Saison wurde der Abstieg noch knapp in der Relegation gegen den FC St. Pauli vermieden, nach der zweiten Saison stieg der FCH als Vorletzter wieder ab. Dem unmittelbaren Wiederaufstieg folgte dann der erneute Abstieg, so dass die Saison 1989/90 die vorerst letzte Saison in der Bundesliga war.

### 2. Bundesliga
Der Verein war Gründungsmitglied der 2. Bundesliga Süd und belegte dort regelmäßig vordere Plätze. Die Erfolge waren mit der Person des Vorsitzenden Udo Geitlinger verbunden, der den Verein teilweise mit seinem privaten Vermögen finanzierte.

### Kondomhersteller als Sponsor
Für die Saison 1987/88 hatte der Präsident Manfred Ommer den Kondomhersteller London als Hauptsponsor gewonnen (Vertragshöhe: DM 200.000). Der DFB zeigte sich empört und drohte mit Punktabzug, sodass die Homburger den Sponsorenschriftzug auf dem Trikot vorerst mit schwarzen Balken abdecken mussten. Die 13. Kammer des Landgerichts Frankfurt am Main befand schließlich, dass die Kondomwerbung auf den Trikots weder gegen Sitte noch Moral verstoße, fortan liefen die Spieler unzensiert auf.

### 1995 bis 2018
Im Jahre 1995 verabschiedete sich der FCH bis auf weiteres aus dem Profifußball. Als 17. der 2. Bundesliga stieg der Verein in die Regionalliga West/Südwest ab. In der Saison 1995/96 sorgte der FCH nochmals im DFB-Pokal für Furore. Nach Siegen gegen den FC St. Pauli, SV Sandhausen und TSV 1860 München scheiterte die Mannschaft im Viertelfinale im ausverkauften Waldstadion 3:4 nach Verlängerung gegen den späteren Titelträger 1. FC Kaiserslautern.
Nachdem der Wiederaufstieg in die 2. Bundesliga zweimal knapp verpasst worden war, schloss der FCH 1998 einen Kooperationsvertrag mit dem Nachbarverein und Rivalen 1. FC Saarbrücken, wonach die besten Spieler von Homburg nach Saarbrücken abgegeben werden mussten. Wegen finanzieller Unregelmäßigkeiten und nach Insolvenz wurde der FCH nach der Saison 1998/99 in die Oberliga Südwest zwangsversetzt. Seit 1999 spielte der FCH ununterbrochen in der ab der Saison 2008/09 nur noch fünftklassigen Oberliga, erst 2010 gelang der Wiederaufstieg in die Regionalliga West, aus der man postwendend ab- und wieder aufstieg, so dass die Mannschaft ab der Saison 2012/13 wieder in der Regionalliga spielte. In der Saison 2016/17 kam die Mannschaft nicht über den 15. Platz in der Regionalliga hinaus, was gleichbedeutend mit dem Abstieg in die Oberliga war. In der Saison 2017/18 gelang der Mannschaft als Erstplatzierter der Oberliga Rheinland-Pfalz/Saar der direkte Wiederaufstieg in die Regionalliga Südwest. Mit Unterstützung des Sponsors Dr. Theiss Naturwaren wurde 2018 geplant, bis 2020 den Aufstieg in die 3. Liga zu schaffen.
Die zweite Mannschaft des FCH spielt in der 6. Liga, der Saarland-Liga. Die Damen spielen, in Kooperation mit dem SV Beeden, in der Verbandsliga. Die Jugendabteilung nimmt mit 12 Mannschaften am laufenden Spielbetrieb teil (A-Jugend, 2 × B-Jugend, B-Juniorinnen, 2 × C-Jugend, 2 × D-Jugend, 2 × E-Jugend, F-Jugend und G-Jugend).

### DFB-Pokal
Zwischen 1970 und 1995 erreichte der Verein dreimal das Viertelfinale.
Die größten Erfolge wurden in den 1970ern und Anfang der 1980er errungen. In der Saison 1975/76 kam der FCH bis ins Viertelfinale, in dem, im ausverkauften Waldstadion, gegen den Hamburger SV mit 1:2 verloren wurde. In der Saison 1977/78 traf der FCH am 15. Oktober 1977 auf den damaligen Weltpokalsieger FC Bayern München. Mit 3:1 besiegte der FC Homburg die Bayern, die mit prominenten Spielern wie Sepp Maier, Gerd Müller, Karl-Heinz Rummenigge und Uli Hoeneß angereist waren. 1979/80 kam der FCH erneut ins Viertelfinale, unterlag aber zu Hause erneut dem 1. FC Köln (1:4).
In der Saison 1991/92 durfte der FC Homburg in der Zweiten Hauptrunde nach München reisen und bezwang die Bayern nach Verlängerung mit 4:2. Dies war bis zum 2. März 2011 gleichzeitig die letzte Heimniederlage der Bayern im DFB-Pokal. 1992/93 verlor der FCH im Achtelfinale gegen den 1. FC Nürnberg erst im Elfmeterschießen.
Aufsehen erregte der FC Homburg noch einmal in der Saison 1995/96. Als Absteiger in die Regionalliga verlor der FCH das Viertelfinale gegen den 1. FC Kaiserslautern unglücklich mit 3:4 nach Verlängerung.
Bis einschließlich 2016 kam der FC Homburg bei 5 weiteren Teilnahmen nicht mehr über die erste Runde hinaus. In der Saison 2023/24 konnte der Verein erstmals seit 28 Jahren, durch einen 3:0-Sieg gegen Bundesligaaufsteiger SV Darmstadt 98, wieder die 2. Hauptrunde erreichen. Seit 2012 hatte kein Viertligist mehr so deutlich gegen einen Verein aus der Fußball-Bundesliga gewonnen. Auch in der 2. Hauptrunde war der FC Homburg erfolgreich: Zweitligist SpVgg Greuther Fürth hatte mit 2:1 das Nachsehen gegen Homburg.

### Saarlandpokal
Im Saarlandpokal ist der FC 08 Homburg jede Saison eine feste Größe und zählt meist zu den Favoriten. Bislang konnte man den Pokal siebenmal gewinnen. Nach den Finalsiegen 1983, 2001 und 2006 gewann man in der Saison 2007/08 das Finale gegen Borussia Neunkirchen mit 2:1 n. V. und qualifizierte sich somit für die 1. Hauptrunde des DFB-Pokals 2008/09. Den fünften Titel gewann der FC Homburg im Jahr 2014, nachdem er im Endspiel die SV Elversberg mit 2:0 besiegte. 2016 traf Homburg zum dritten Mal in Folge im Finale auf Elversberg. In Dillingen setzte man sich mit 1:0 durch und errang den sechsten Pokalsieg.
2025 konnte der 7. Pokalerfolg gefeiert werden. Gegen den Saarlandligisten Palatia Limbach setzte man sich deutlich mit 9:0 durch und sicherte sich damit das Ticket für die erste DFB-Pokal-Hauptrunde.

## Organisation
Erster Vorsitzender des FC 08 Homburg ist seit Mai 2022 der 58-jährige Busunternehmer Hans Gassert aus Blieskastel.
Vorgänger war von November 2020 bis Februar 2022 Eric Gouverneur. Er legte im Frühjahr 2022 sein Amt aus persönlichen, beruflichen und gesundheitlichen Gründen mit sofortiger Wirkung nieder. Weitere Vorstandsmitglieder sind Michael Koch als 2. Vorsitzender, Rafael Kowollik als 3. Vorsitzender und Hans-Joachim Burgardt als Schatzmeister. Kowollik ist zugleich Geschäftsführer des Vereins.
Den Aufsichtsrat führt der Homburger Rechtsanwalt Dieter Knicker.

## Aktueller Kader

### Kader 2024/25
Stand: 11. April 2025
| Nr.        | Nat.                    | Spieler            | Geburtstag    | Vertrag seit |
| ---------- | ----------------------- | ------------------ | ------------- | ------------ |
| Tor        |                         |                    |               |              |
| 12         | Deutschland             | Tom Kretzschmar    | 19. Jan. 1999 | 2023         |
| 33         | Deutschland             | Ian Werner         | 18. Juni 2002 | 2024         |
| 37         | Deutschland             | Lukas Hoffmann     | 9. Nov. 2003  | 2022         |
| Abwehr     |                         |                    |               |              |
| 04         | Deutschland             | Manuel Kober       | 11. Feb. 1999 | 2024         |
| 05         | Deutschland             | Benjamin Kirchhoff | 11. Nov. 1994 | 2023         |
| 08         | Deutschland             | Max Dombrowka      | 23. März 1992 | 2023         |
| 24         | Tunesien                | Ramzi Ferjani      | 11. Apr. 2001 | 2024         |
| 26         | Deutschland             | Tim Steinmetz      | 15. Sep. 1999 | 2022         |
| 30         | Deutschland             | Michael Heilig     | 5. Juli 1998  | 2022         |
| 31         | Deutschland             | Tim Littmann       | 2. Jan. 2002  | 2024         |
| 36         | Deutschland             | Phillipp Steinhart | 7. Juli 1992  | 2024         |
| Mittelfeld |                         |                    |               |              |
| 06         | Deutschland             | Maximilian Jansen  | 26. Mai 1993  | 2023         |
| 07         | Deutschland             | Patrick Weihrauch  | 3. März 1994  | 2023         |
| 10         | Deutschland             | Lukas Quirin       | 27. Okt. 1999 | 2022         |
| 11         | Deutschland             | Markus Mendler     | 7. Jan. 1993  | 2021         |
| 14         | Lettland                | Daniels Ontužāns   | 7. März 2000  | 2024         |
| 18         | Deutschland             | Dominic Schmidt    | 12. März 2001 | 2023         |
| 20         | Deutschland             | Niclas Anspach     | 22. Juli 2000 | 2025         |
| 21         | Deutschland             | Nicolas Jörg       | 30. Juli 2004 | 2022         |
| 28         | Deutschland             | Minos Gouras       | 7. Juni 1998  | 2025         |
| 29         | Deutschland             | Mart Ristl         | 7. Juli 1996  | 2020         |
|            | Deutschland             | Mika Gilcher       | 28. Feb. 2003 | 2021         |
| Angriff    |                         |                    |               |              |
| 09         | Deutschland             | Jacob Collmann     | 23. Juni 2001 | 2024         |
| 17         | Bosnien und Herzegowina | Amar Suljić        | 14. Aug. 1998 | 2024         |
| 19         | Deutschland             | David Hummel       | 1. Jan. 2002  | 2022         |
| 27         | Osterreich              | Daniel Kalajdžić   | 24. Nov. 2000 | 2025         |

### Trainer- und Funktionsstab – Profikader
| Name               | Funktion           | beim Verein seit   |
| Sportliche Leitung | Sportliche Leitung | Sportliche Leitung |
| ------------------ | ------------------ | ------------------ |
| Roland Seitz       | Cheftrainer        | 2025               |
| Benjamin Schwarz   | Co-Trainer         | 2023               |
| Sven Sökler        | Co-Trainer         | 2017               |
| Enver Marina       | Torwarttrainer     | 2022               |
| Lukas Schwegel     | Athletiktrainer    | 2021               |

## Erfolge

### Meisterschaften
- Bezirksmeister: 1914
- Meister der Bezirksklasse Saar: 1940
- Ehrenklasse Saar: 1948
- Gaumeister Hinterpfalz und Aufstieg in die Kreisklasse (zweithöchste Spielklasse) 1926
- Saarländischer Meister 1948 und 1957
- Südwestdeutscher Amateurmeister: 1957
- Meister der 1. Amateurliga Saar: 1961, 1966
- Meister 2. Bundesliga: 1986
- Deutscher Fußballmeister Amateure 1983
- Meister der Oberliga Südwest: 1982, 1984, 2010, 2012, 2018

### Vizemeisterschaften
- Gau 13 Südwest Bezirk Pfalz, Bezirksklasse Pfalz-West: 1936
- Landesklasse Saar: 1954, 1956
- 1. Amateurliga Saar: 1964
- 2. Bundesliga: 1989
- Oberliga Südwest: 2006, 2009

### Aufstiegsrunde
- Aufstiegsrunde zum Gau Südwest - Gruppe West: 1938
- Aufstiegsrunde zum Gau Südwest - Gruppe Saar-Pfalz: 1941
- Aufstiegsrunde der 2. Liga Südwest: 1957
- Aufstiegsrunde zur 2. Bundesliga Gruppe Süd: 1982, 1984

### Pokale
- Saarlandpokalsieger: 1983, 2001, 2006, 2008, 2014, 2016, 2025
- Saarlandpokal-Vize: 1996, 1998, 2003, 2007, 2015, 2020, 2022, 2024
- DFB-Pokal Viertelfinale: 1976, 1979, 1996

## Persönlichkeiten

### Spieler
Quelle: Vereinsarchiv und weltfussball.com.
- Rewas Arweladse
- Andreas Backmann
- Matthias Baranowski
- Detlef Behrens
- Michael Blättel
- Andrzej Buncol
- Olivier Caillas
- Rodolfo Cardoso
- Kurt Clemens
- Thomas Dooley
- Herbert Demange
- Horst Ehrmantraut
- Peter Eich
- Alexander Famulla
- Uwe Freiler
- Kay Friedmann
- Hans Fritsche
- Uwe Fuchs
- Wenanty Fuhl
- Thomas Gerstner
- Roman Geschlecht
- Walter Gruler
- Hans-Jürgen Gundelach
- Andreas Haas
- Jimmy Hartwig
- Kai Heerings
- Günter Heiden
- Daniel Jurgeleit
- Rolf Kahn
- Krzysztof Kajrys
- Andreas Keim
- Walter Kelsch
- Michael Kimmel
- Miroslav Klose
- Kurt Knoll
- Werner Kohlmeyer
- Steffen Korell
- Willi Landgraf
- Frank Lelle
- Manfred Lenz
- Carsten Linke
- Otmar Ludwig
- Sergio Maciel
- Peter Müller
- Gregor Quasten
- Teodor Rus
- Wolfgang Schäfer
- Wolfram Schanda
- Alois Schwartz
- Gerd Schwickert
- Thomas Stickroth
- Christian Streich
- Dennis Strich
- Angelo Vaccaro
- Werner Vollack
- Roman Wójcicki
- Thomas Ziemer

### Trainer
Quelle: Vereinsarchiv und weltfussball.com.
- 1937/38 Voß
- 1939 Neureuther
- ? Rösch
- 1945–1949 Neureuther
- ? Germann
- ? Jaschok
- 1956 Kugler
- ? Tiator
- ? Dreher
- 1956/57 Franz Klees
- 07.1957 – 06.1958 Karl Striebinger
- 07.1958 – 03.1960 Ossi Müller
- 04.1960 – 06.1960 Franz Klees
- 07.1960 – 06.1965 Peter Momber
- 07.1965 – 07.1970 Herbert Binkert
- 08.1970 – 06.1971 Uwe Klimaschefski
- 07.1971 – 06.1972 Kurt Sommerlatt
- 07.1972 – 10.1972 Radoslav Momirski
- 11.1972 – 06.1974 Uwe Klimaschefski
- 07.1974 – 09.1974 Herbert Wenz
- 09.1974 – 06.1980 Uwe Klimaschefski
- 07.1980 – 08.1980 Harald Braner
- 09.1980 – 03.1981 Siegfried Melzig
- 03.1981 – 03.1981 Heinz Nitze
- 04.1981 – 06.1981 Heinz Nitze/Albert Müller
- 07.1981 – 09.1981 Heinz Nitze
- 10.1981 – 06.1982 Albert Müller
- 07.1982 – 10.1982 Stefan Abadschiew
- 11.1982 – 06.1985 Albert Müller
- 07.1985 – 08.1986 Fritz Fuchs
- 08.1986 – 05.1987 Udo Klug
- 05.1987 – 06.1987 Gerd Schwickert
- 07.1987 – 10.1987 Uwe Klimaschefski
- 10.1987 – 02.1988 Gerd Schwickert
- 02.1988 – 05.1989 Slobodan Cendic
- 05.1989 – 06.1989 Gerd Schwickert
- 07.1989 – 04.1990 Josef Stabel
- 04.1990 – 06.1990 Manfred Lenz
- 07.1990 – 07.1992 Gerd Schwickert
- 08.1992 – 12.1992 Hans-Ulrich Thomale
- 01.1993 – 04.1994 Uwe Klimaschefski
- 04.1994 – 06.1994 Manfred Lenz
- 07.1994 – 04.1995 Ulrich Sude
- 05.1995 – 06.1995 Manfred Lenz
- 07.1995 – 05.1998 Ulrich Sude
- 06.1998 – 12.1998 Werner Kartz
- 12.1998 – 09.2001 Peter Rubeck
- 09.2001 – 09.2001 Manfred Lenz
- 09.2001 – 06.2008 Gerd Warken
- 07.2008 – 06.2010 Jens Kiefer
- 07.2010 – 11.2010 Alfred Kaminski
- 11.2010 – 04.2011 Christian Hock
- 04.2011 – 07.2011 Taifour Diane
- 07.2011 – 04.2014 Christian Titz
- 04.2014 – 04.2014 Sebastian Stache (interim)
- 04.2014 – 06.2014 Robert Jung
- 06.2014 – 04.2017 Jens Kiefer
- 04.2017 – 07.2020 Jürgen Luginger
- 07.2020 – 02.2021 Matthias Mink
- 02.2021 - 03.2021 Joti Stamatopoulos (interim)
- 03.2021 – 04.2023 Timo Wenzel
- 04.2023 - 06.2023 Sven Sökler (interim)
- 07.2023 - 12.2024 Danny Schwarz
- 12.2024 Benjamin Schwarz, Sven Sökler (interim)
- seit 01.2025 Roland Seitz